# Cantharis pallida
Cantharis pallida är en skalbaggsart som beskrevs av Johann August Ephraim Goeze 1777. Cantharis pallida ingår i släktet Cantharis, och familjen flugbaggar. Arten är reproducerande i Sverige.